# Miguel Ángel Llera
Miguel Ángel Llera Garzón (Castilleja de la Cuesta, provincia de Sevilla, 7 de agosto de 1978) es un exfutbolista y director deportivo español. Jugaba de defensa y su carrera deportiva la realizó entre clubs de España e Inglaterra. Actualmente es director de la Academia del Walsall Football Club de la English Football League Two.

## Trayectoria como jugador
Llera es un jugador formado en las categorías inferiores del Recreativo de Huelva. Jugó en el Recreativo de Huelva B durante las temporadas 1998/99 y 1999/00 ambas en Tercera División. Posteriormente pasó al Club Deportivo San Fernando donde permaneció una temporada en Segunda B. El Alicante CF le fichó como refuerzo tras el ascenso a Segunda B, y completó 4 buenas temporadas en el club alicantinista, donde jugó 101 partidos en el total de la liga. Su regularidad en la zaga le valió para fichar por el Nàstic de Tarragona en la 2005/06 y subir un peldaño en su trayectoria para jugar en Segunda División. En Tarragona fue pieza clave para la consecución del ascenso a Primera División en una temporada donde el Nàstic logró el subcampeonato. En la 2006/07 el Nàstic descendió, y Llera jugó 12 partidos en Primera División marcando 2 goles. Así en verano de 2007 se convirtió en refuerzo para el Hércules CF. Sus últimos clubes antes de retirarse fueron el Sheffield Wednesday Football Club y el Scunthorpe United en 2015.

## Trayectoria como director deportivo
En 2019 es nombrado director de la Academia del Walsall Football Club de la English Football League Two.

### Personal
- Estudia la Licenciatura en Administración y Dirección de Empresas en la Universidad de Alicante.

## Clubes como jugador
| Club                              | País       | Año        |
| --------------------------------- | ---------- | ---------- |
| Recreativo de Huelva B            | España     | 1998-2000  |
| CD San Fernando                   | España     | 2000-2001  |
| Alicante CF                       | España     | 2001-2005  |
| Gimnàstic de Tarragona            | España     | 2005-2007  |
| Hércules CF                       | España     | 2007-2008  |
| Milton Keynes Dons FC             | Inglaterra | 2008-2009  |
| Charlton Athletic                 | Inglaterra | 2009-2011  |
| Blackpool Football Club           | Inglaterra | 2011       |
| Brentford Football Club           | Inglaterra | 2011- 2011 |
| Sheffield Wednesday Football Club | Inglaterra | 2011-2014  |
| Scunthorpe United                 | Inglaterra | 2014-2015  |